# Dự báo động đất
Dự báo động đất (tiếng Anh: Earthquake prediction) là một nhánh của địa chấn học liên quan đến việc xác định thời gian, vị trí và cường độ của các trận động đất sẽ xảy ra trong tương lai trong các phạm vi thời gian ở không gian xác định , và đặc biệt là "xác định các tham số cho trận động đất mạnh tiếp theo xảy ra trong khu vực" .
Dự báo động đất (Earthquake prediction) khác với dự báo (khả năng) động đất (Earthquake forecasting), là dự báo dựa trên đánh giá xác suất xảy ra động đất nói chung, bao gồm tần số và cường độ của các trận động đất gây thiệt hại trong một khu vực nhất định trong nhiều năm hoặc thập niên . Từ các hệ thống cảnh báo động đất, khi phát hiện ra trận động đất, cung cấp một cảnh báo theo thời gian thực về các giây tới ở các khu vực lân cận có thể bị ảnh hưởng.

## Lịch sử
Dự báo động đất là nỗ lực được nhiều thế hệ nhà địa chấn học hướng đến, nhằm dự báo thời gian, địa điểm, cường độ và các tính trạng khác, kể cả xây dựng ra phương pháp dự báo như phương pháp VAN (VAN method).
Trong những năm 1970 người ta cho rằng sẽ sớm tìm thấy một phương pháp thực tế để dự đoán động đất. Tuy nhiên đến những năm 1990 các dự báo thất bại liên tục khiến nhiều người thắc mắc liệu nó có khả thi hay không . Các nghiên cứu sau này đã cho thấy không thể dự báo gần các trận động đất lớn , mặc dù có thể quan sát thấy một số dấu hiệu nhất định báo trước về sự kiện động đất có thể sẽ xảy ra .
Song mục tiêu chính cần đạt là đánh giá nguy cơ xảy ra động đật của từng vùng, thể hiện ở bản đồ phân vùng nguy cơ động đất (dự báo khả năng động đất, Earthquake forecasting). Hiện vẫn chưa đạt được dự báo cho từng vụ, nghĩa là động đất là một thiên tai chưa thể dự báo trước được. Cho nên những người sống ở vùng có nguy cơ động đất không thể tránh nó được.
Có những thông tin nói về một số loài động vật như voi, chó, chồn, mèo, cá, v.v. có hành vi lánh nạn trước khi xảy ra động đất và sóng thần, bằng chứng là chúng ít bị thiệt mạng trong tai biến này, song chưa được nghiên cứu đầy đủ. Một số dân tộc du mục biển như người Moken ở một số khu vực đảo của Thái Lan nhận biết hành vi của sinh vật trong vụ động đất và sóng thần Ấn Độ Dương ngày 26/12/2004 và đã tự bảo vệ nên ít thiệt hại .
Một cuộc tranh cãi công khai về dự báo động đất đã nổ ra khi nhà chức trách Italy truy tố sáu nhà địa chấn học và một quan chức chính phủ về tội ngộ sát liên quan đến trận động đất cường độ 6,3 ở L'Aquila, Italy ngày 5/04/2009 . Bản cáo trạng cho rằng tại một cuộc họp đặc biệt ở L'Aquila tuần trước khi trận động đất xảy ra, các nhà khoa học và các quan chức đã quan tâm nhiều hơn đến ổn định lòng dân, hơn là cung cấp thông tin đầy đủ về nguy cơ động đất và chuẩn bị sẵn sàng đối phó. Sự kiện dẫn đến các tổ chức khoa học lên án, như Hiệp hội Mỹ vì sự Tiến bộ của Khoa học (American Association for the Advancement of Science) và Hiệp hội Địa vật lý Mỹ (American Geophysical Union, AGU).